# Gasthaus Rose (Untergruppenbach)

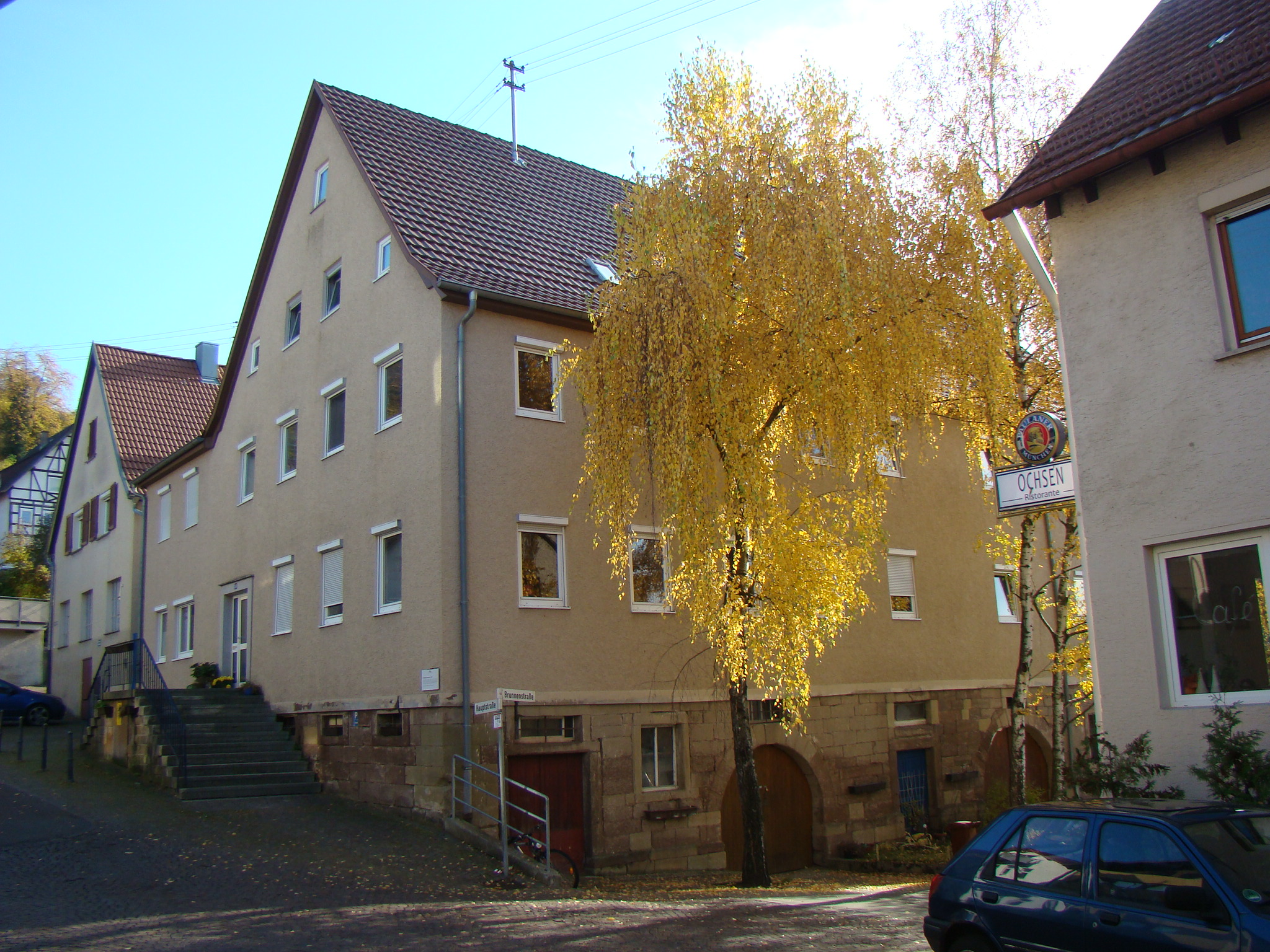
Ehemaliges Gasthaus Rose in Untergruppenbach

Das Gasthaus Rose ist ein historisches Gasthaus in Untergruppenbach im Landkreis Heilbronn im nördlichen Baden-Württemberg.
1481 ließ sich Götz von Adelsheim von Kaiser Friedrich III. die Genehmigung für eine Badstube, ein Backhaus und eine „offene Schenkstatt“ in seiner Herrschaft Stettenfels bestätigen. Vermutlich hat es sich bei dieser Schenkstatt bereits damals um das unterhalb der Burg Stettenfels gelegene Gasthaus Rose gehandelt, das lange Zeit das größte Privathaus in Untergruppenbach war. Bis zum späten 19. Jahrhundert blieb die „Rose“ das einzige Gasthaus in Untergruppenbach mit Beherbergungsrecht. Im Keller des Gasthauses entspringt eine Quelle, die einst zum Bierbrauen genutzt wurde und heute noch einen Rohrbrunnen speist. Das Gasthaus war als solches bis in die 1950er Jahre in Betrieb, seitdem wird es nur noch als Wohnhaus genutzt.